# Collectif Métissé

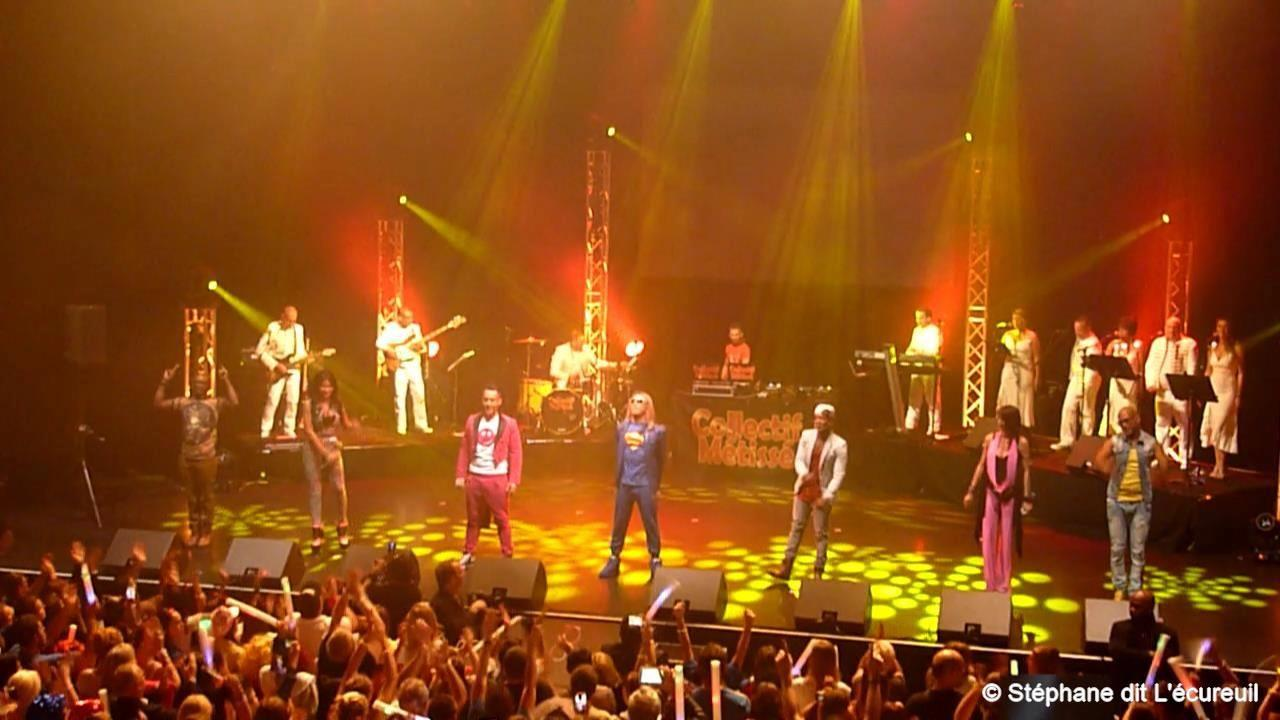
Collectif Métissé im Olympia, Paris 2014

Collectif Métissé ist eine französische Musikgruppe.
Die Mitglieder kommen aus Bordeaux und bringen unterschiedliche Einflüsse und Genres in die Gruppe. Diese Einflüsse gehen von Zouk bis zu Ragga. Bekannt wurde die Gruppe mit dem Song Laisse-toi aller bébé, der im Sommer 2009 ein Hit wurde. Im Folgejahr erreichte Debout Pour Danser die No #1 der französischen Hitparade. Insgesamt 7 Singleauskoppelungen schafften bisher Top-Ten-Platzierungen in den Charts.

## Bandmitglieder

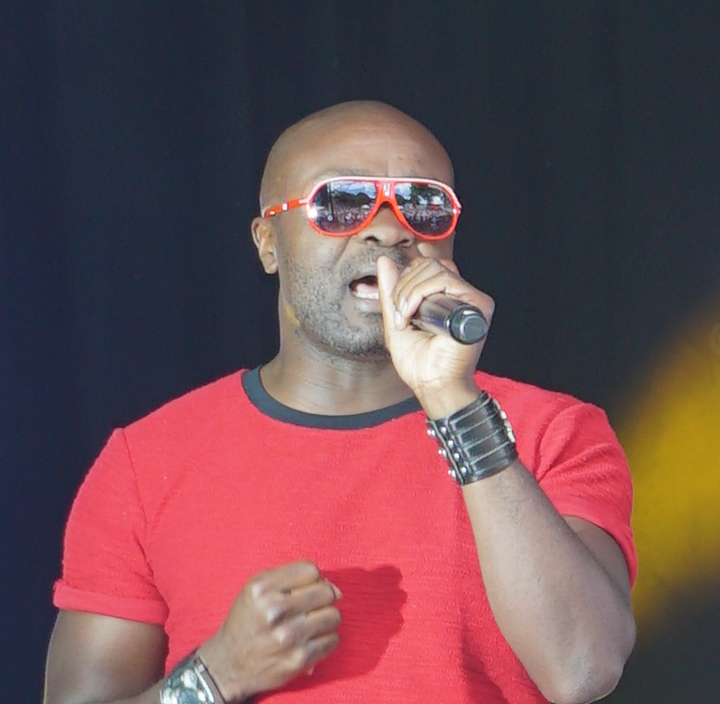

- Soma Riba4, DJ, Sänger, Gründer, Komponist, Texter und Produzent des Kollektives
- Nadia Lahcene aus Marokko, Sängerin und Chorgesang
- Amélie Wade aus dem Senegal, Sängerin
- Yannick Cotte, Sänger
- Rod
- Saint Ange
- Dj Somax
- Carmelo
- Willy William

## Diskografie

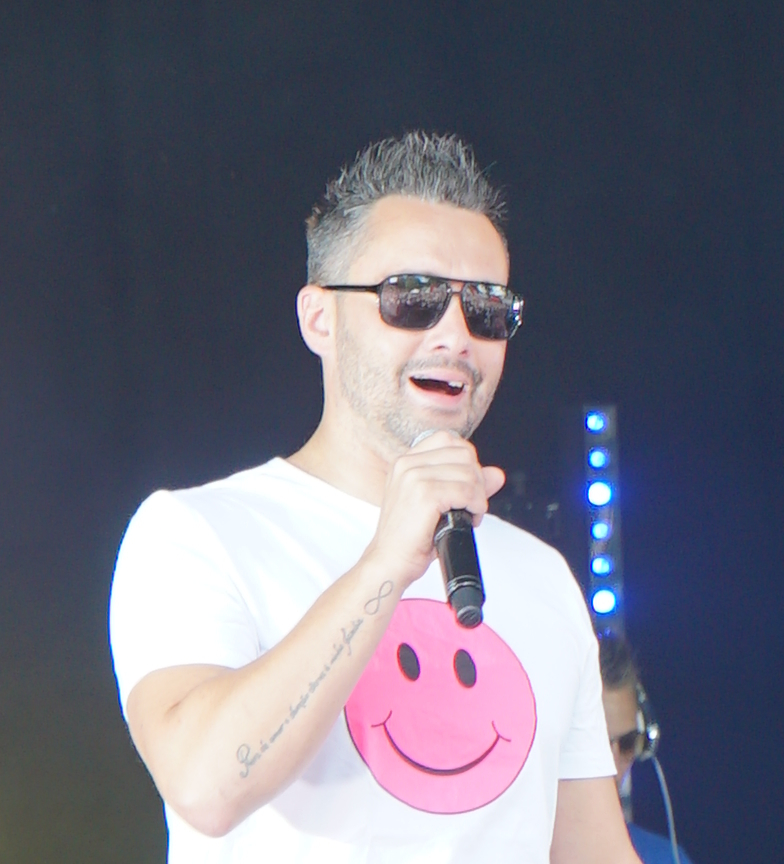

### Studioalben
| Jahr | Titel Musiklabel              | Höchstplatzierung, Gesamtwochen, AuszeichnungChartplatzierungen (Jahr, Titel, Musiklabel, Platzierungen, Wochen, Auszeichnungen, Anmerkungen) | Höchstplatzierung, Gesamtwochen, AuszeichnungChartplatzierungen (Jahr, Titel, Musiklabel, Platzierungen, Wochen, Auszeichnungen, Anmerkungen) | Anmerkungen                             |
| Jahr | Titel Musiklabel              | FR | BEW | Anmerkungen                             |
| ---- | ----------------------------- | --- | --- | --------------------------------------- |
| 2009 | Collectif Métissé Universal   | FR49 Gold · (23 Wo.)FR | — |                                         |
| 2010 | L’Esprit de la fête Universal | FR75 (6 Wo.)FR | — |                                         |
| 2011 | Destination soleil Universal  | FR29 (27 Wo.)FR | — |                                         |
| 2012 | Ya plus k danser Arcaprod     | FR79 (5 Wo.)FR | — | Erstveröffentlichung: 17. Dezember 2012 |
| 2014 | Destination fiesta Arcaprod   | FR6 Gold · (17 Wo.)FR | BEW34 (16 Wo.)BEW | Erstveröffentlichung: 16. Juni 2014     |
| 2016 | Destination été               | FR26 (10 Wo.)FR | BEW61 (11 Wo.)BEW | Erstveröffentlichung: 17. Juni 2016     |
| 2017 | Fans des années 80 Universal  | FR39 (13 Wo.)FR | BEW66 (13 Wo.)BEW | Erstveröffentlichung: 16. Juni 2017     |
| 2019 | Décennie MCA                  | FR63 (6 Wo.)FR | BEW170 (1 Wo.)BEW | Erstveröffentlichung: 17. Mai 2019      |
| 2020 | Collectif Fiesta Party MCA    | FR86 (3 Wo.)FR | — | Erstveröffentlichung: 10. Juli 2020     |
| 2021 | Danza latino                  | FR54 (3 Wo.)FR | — | Erstveröffentlichung: 4. Juni 2021      |
| 2022 | Fiesta latina                 | FR41 (1 Wo.)FR | — | Erstveröffentlichung: 3. Juni 2022      |
| 2023 | ¡Viva la fiesta!              | FR191 (1 Wo.)FR | — | Erstveröffentlichung: 12. Mai 2023      |
| 2024 | Mega Fiesta                   | FR180 (… Wo.)FR | — | Erstveröffentlichung: 24. Mai 2024      |

### Kompilationen
| Jahr | Titel Musiklabel               | Höchstplatzierung, Gesamtwochen, AuszeichnungChartplatzierungen (Jahr, Titel, Musiklabel, Platzierungen, Wochen, Auszeichnungen, Anmerkungen) | Höchstplatzierung, Gesamtwochen, AuszeichnungChartplatzierungen (Jahr, Titel, Musiklabel, Platzierungen, Wochen, Auszeichnungen, Anmerkungen) | Anmerkungen                             |
| Jahr | Titel Musiklabel               | FR | BEW | Anmerkungen                             |
| ---- | ------------------------------ | --- | --- | --------------------------------------- |
| 2012 | Tout va bien                   | FR33 (8 Wo.)FR | — | Erstveröffentlichung: 17. Dezember 2012 |
| 2015 | Rendez-vous au soleil Arcaprod | FR14 (15 Wo.)FR | BEW57 (10 Wo.)BEW | Erstveröffentlichung: 15. Juni 2015     |
| 2016 | 5 albums originaux             | FR16 (8 Wo.)FR | — | Boxset                                  |
| 2017 | Fans des années 80 – la suite  | FR116 (2 Wo.)FR | — | Erstveröffentlichung: 8. Dezember 2017  |
| 2018 | Sur la route MCA               | FR56 (8 Wo.)FR | — | Erstveröffentlichung: 15. Juni 2018     |

### Singles
| Jahr | Titel Album                                    | Höchstplatzierung, Gesamtwochen, AuszeichnungChartsChartplatzierungen (Jahr, Titel, Album, Platzierungen, Wochen, Auszeichnungen, Anmerkungen) | Anmerkungen |
| Jahr | Titel Album                                    | FR | Anmerkungen |
| ---- | ---------------------------------------------- | --- | ----------- |
| 2009 | Laisse-toi aller bébé Collectif Métissé        | FR2 (31 Wo.)FR |             |
| 2009 | On n’est pas couché Collectif Métissé          | FR6 (27 Wo.)FR |             |
| 2010 | Collectif Métissé                              | FR7 (37 Wo.)FR |             |
| 2010 | Debout pour danser L’esprit de la fête         | FR1 (30 Wo.)FR |             |
| 2010 | L’été toute l’année L’esprit de la fête        | FR9 (9 Wo.)FR |             |
| 2011 | Laisse tomber tes problèmes Destination soleil | FR8 (22 Wo.)FR |             |
| 2011 | Sexy Lady Destination soleil                   | FR20 (21 Wo.)FR |             |
| 2012 | Destination Rio Ya plus k danser               | FR38 (21 Wo.)FR |             |
| 2012 | Z Dance Ya plus k danser                       | FR29 (14 Wo.)FR |             |
| 2013 | Mariana –                                      | FR181 (1 Wo.)FR |             |
| 2014 | Hey! Baby! Destination Fiesta                  | FR87 (4 Wo.)FR |             |
| 2015 | Rendez-vous au soleil Rendez-vous au Soleil    | FR160 (3 Wo.)FR |             |